# Lodroman, Alba
Lodroman (în germană Ledermann, în trad. "Meșterul pielar", în maghiară Lodormány, formă derivată fonetic din Ledermann) este un sat în comuna Valea Lungă din județul Alba, Transilvania, România. La recensământul din 2002 avea o populație de 237 locuitori.

## Personalități
- Vasile Aftenie (1899-1950), episcop greco-catolic decedat în arestul Securității, martir al credinței; fericit catolic.
- Macedon Linul (1889 - ?), delegat în Marea Adunare Națională de la Alba Iulia 1918

## Imagini

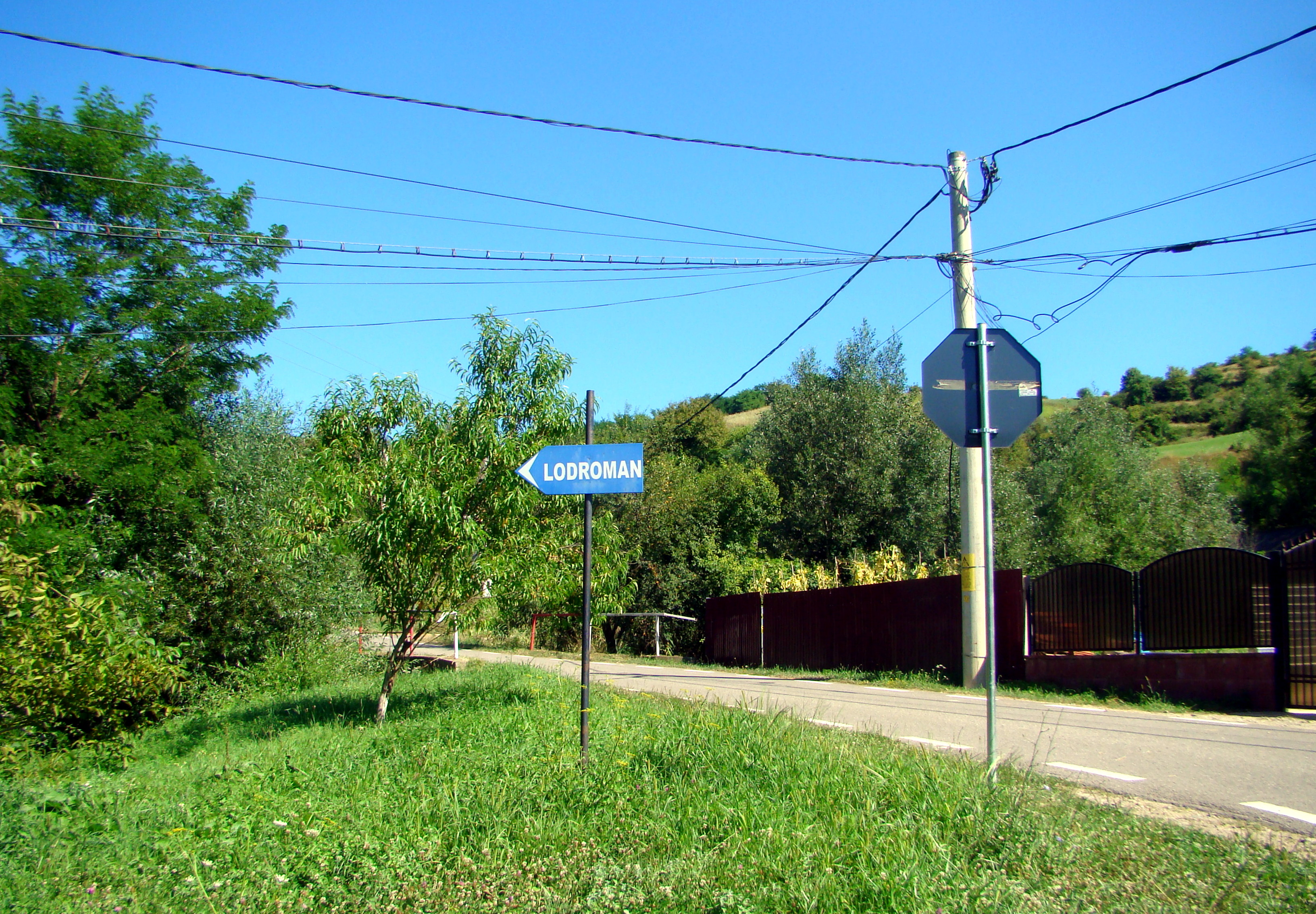
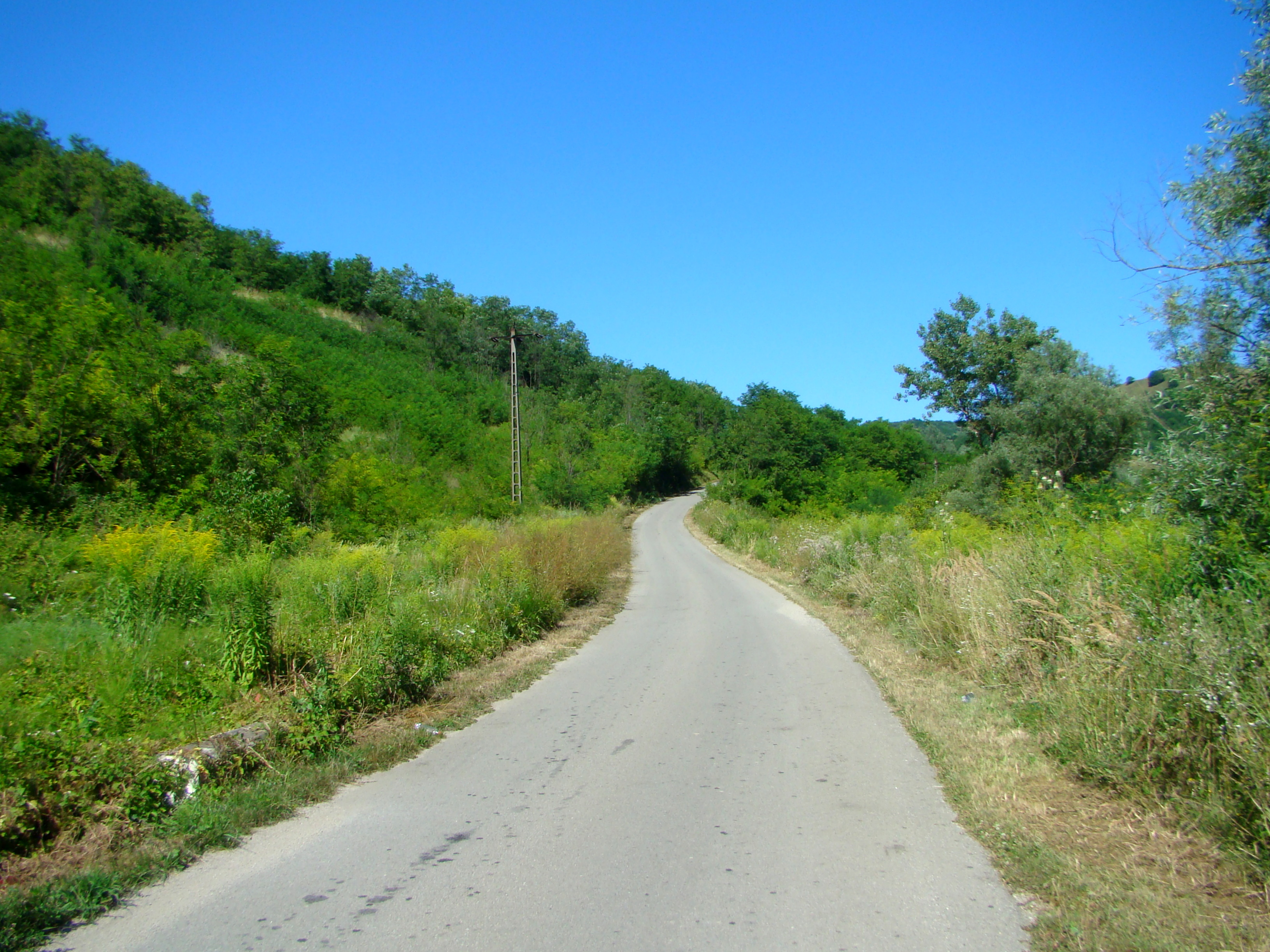
Drumul Lunca-Lodroman
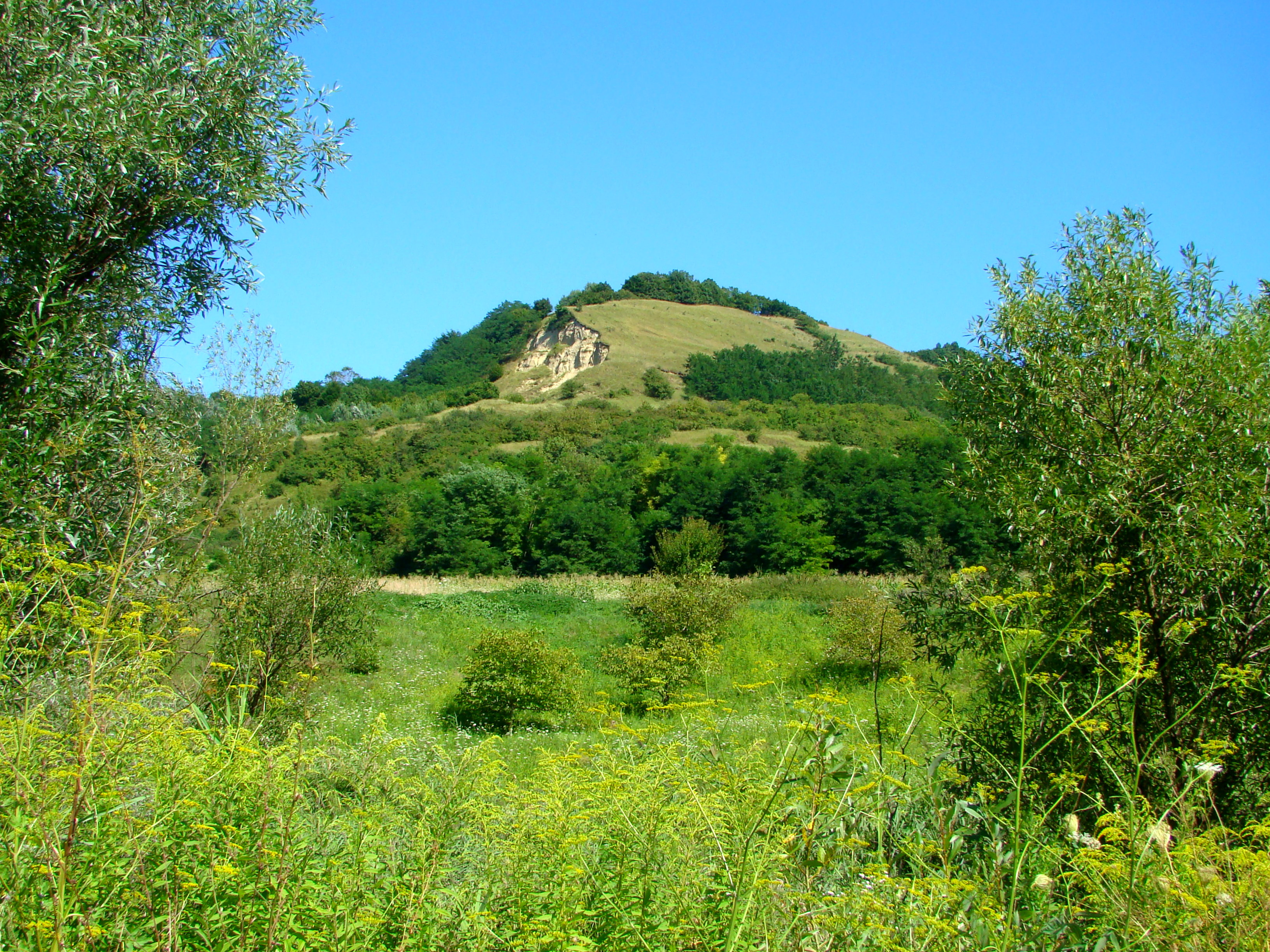
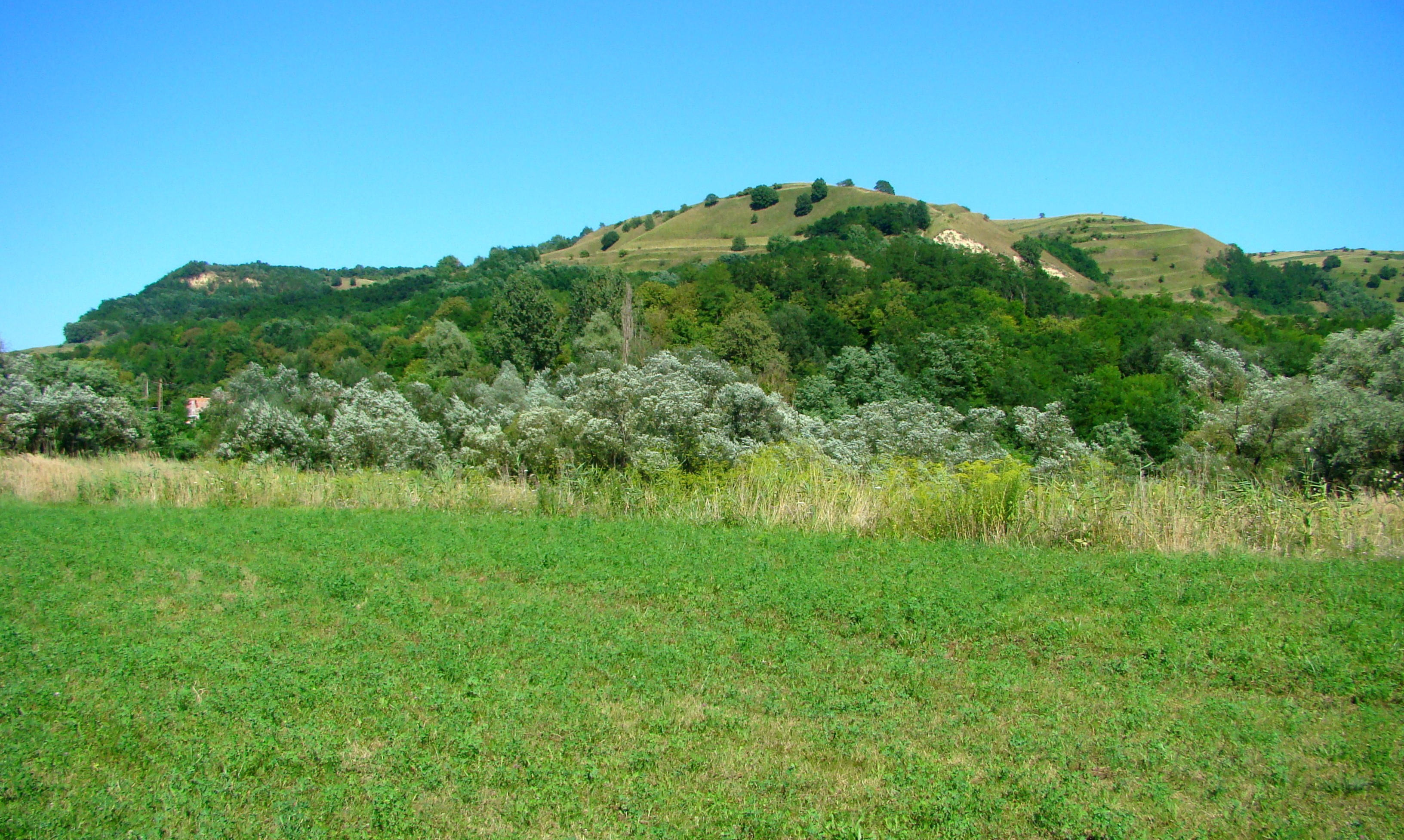
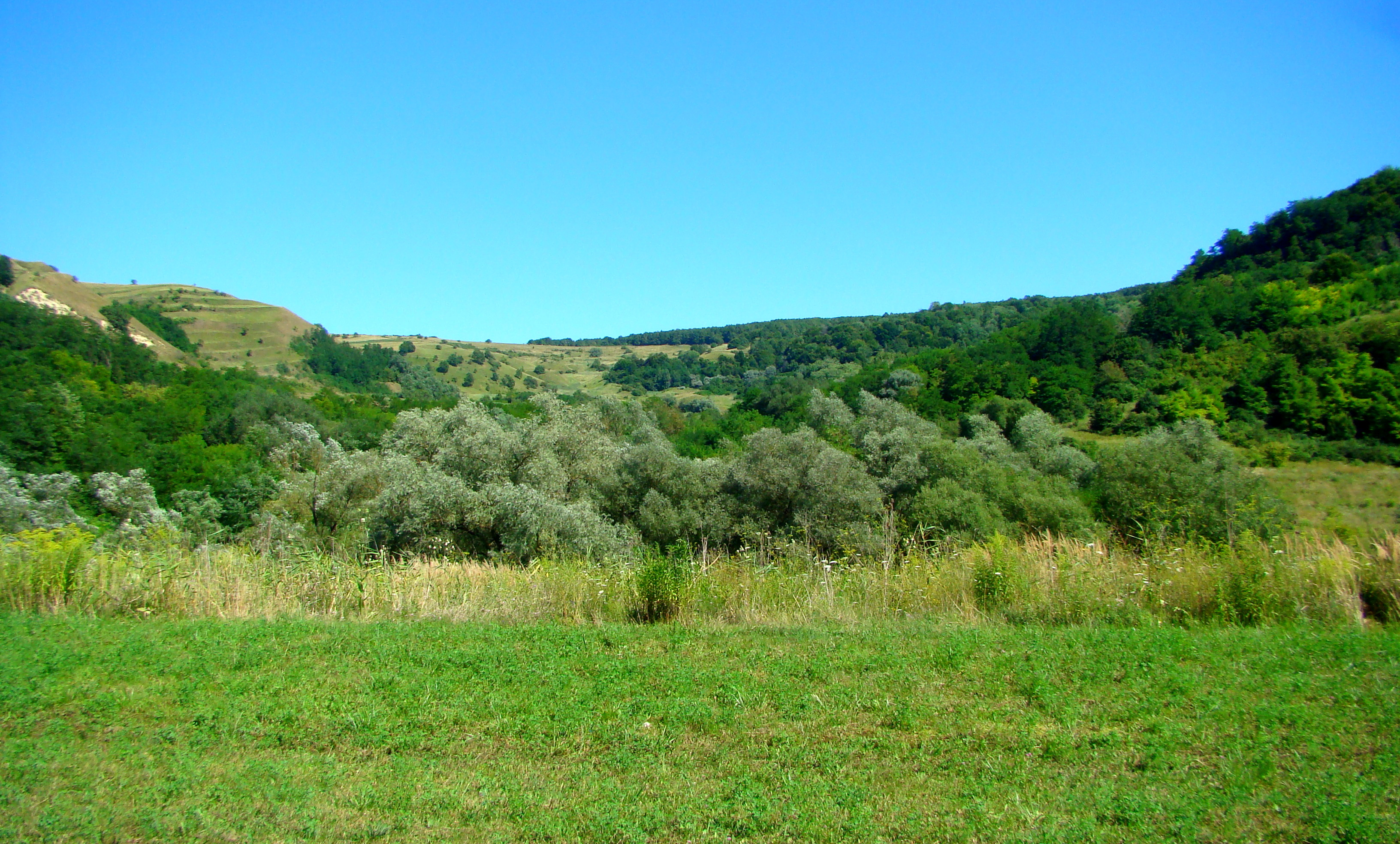
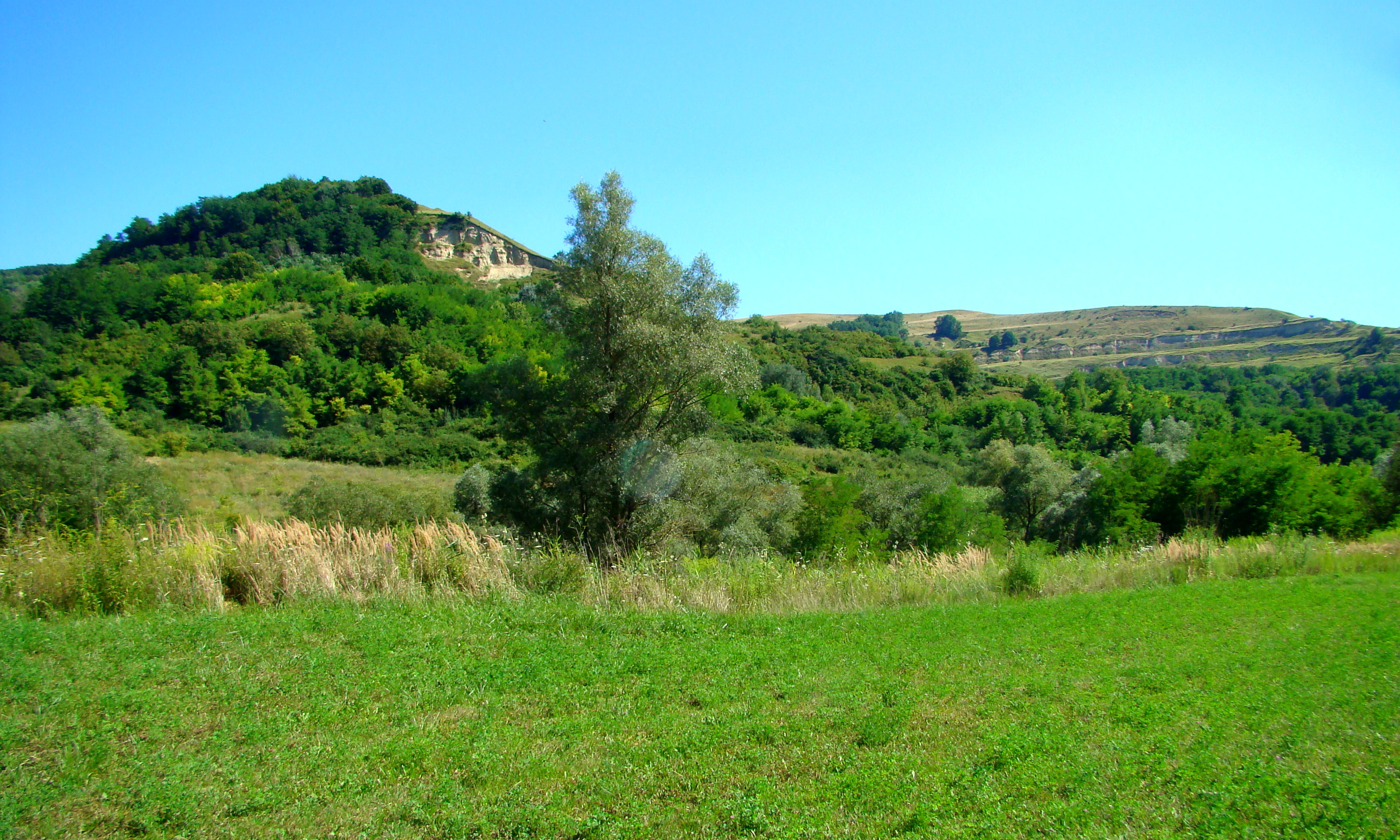
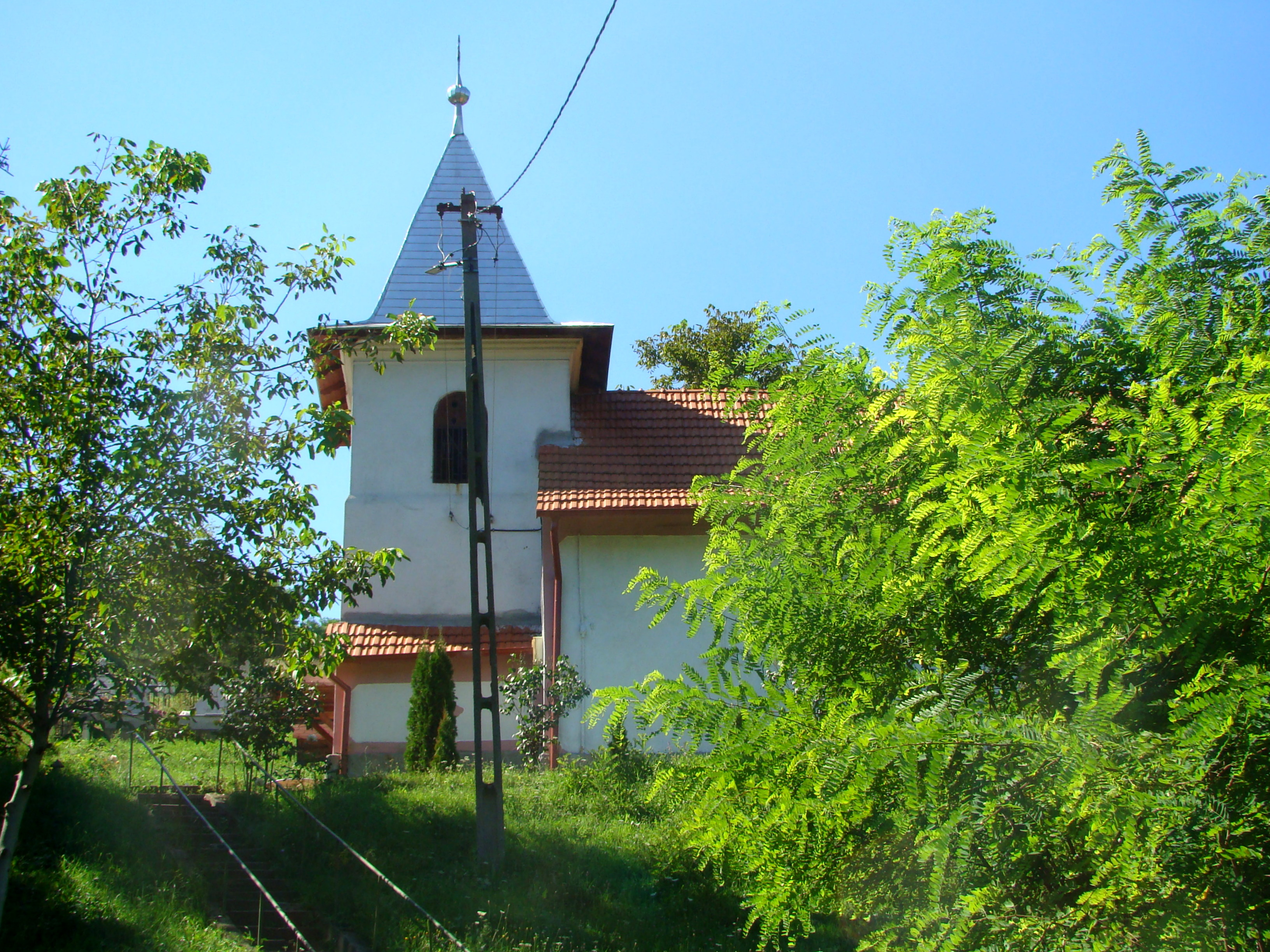
Biserica ortodoxă ridicată în anul 1936, pe locul uneia vechi din lemn.
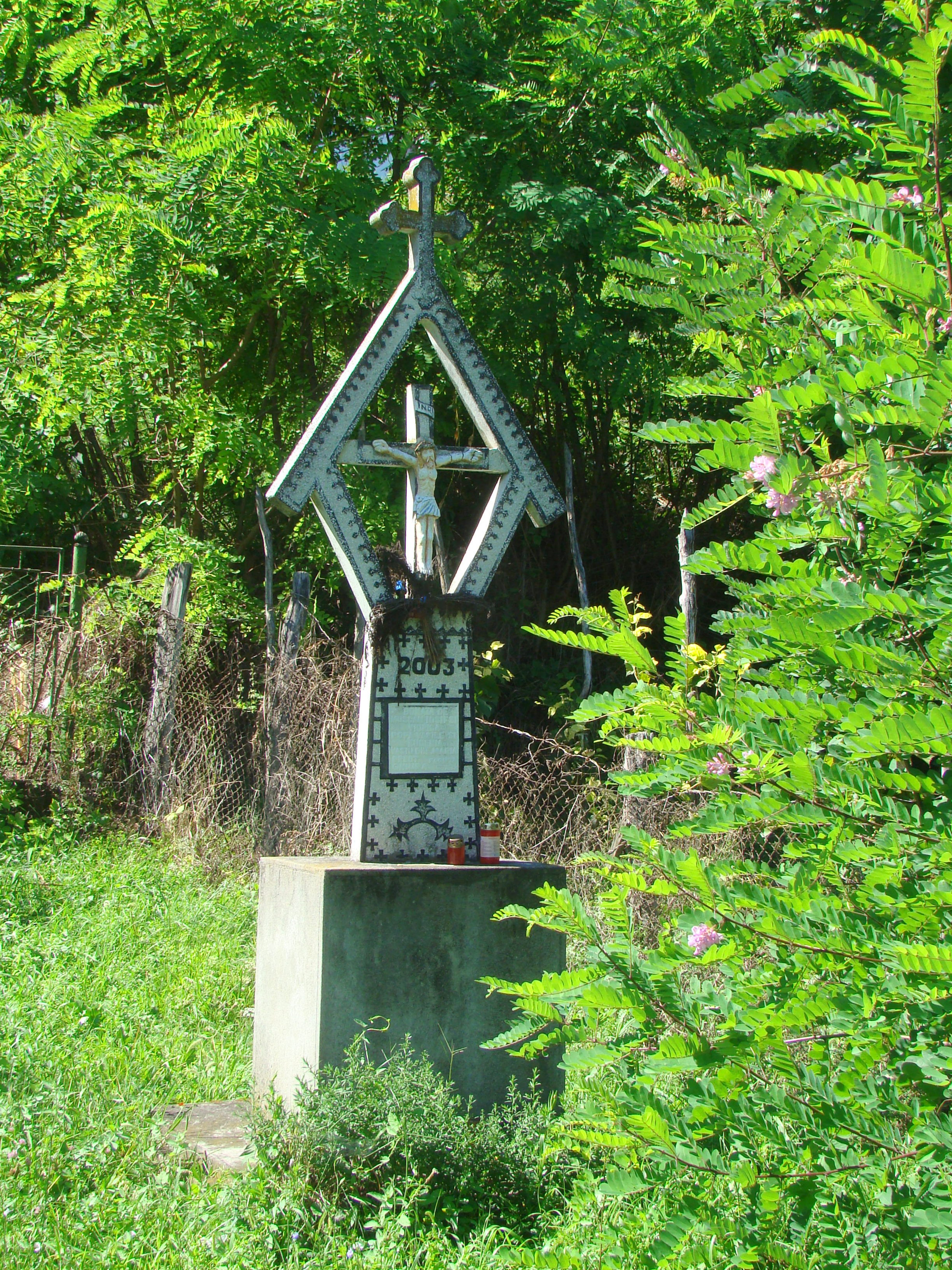
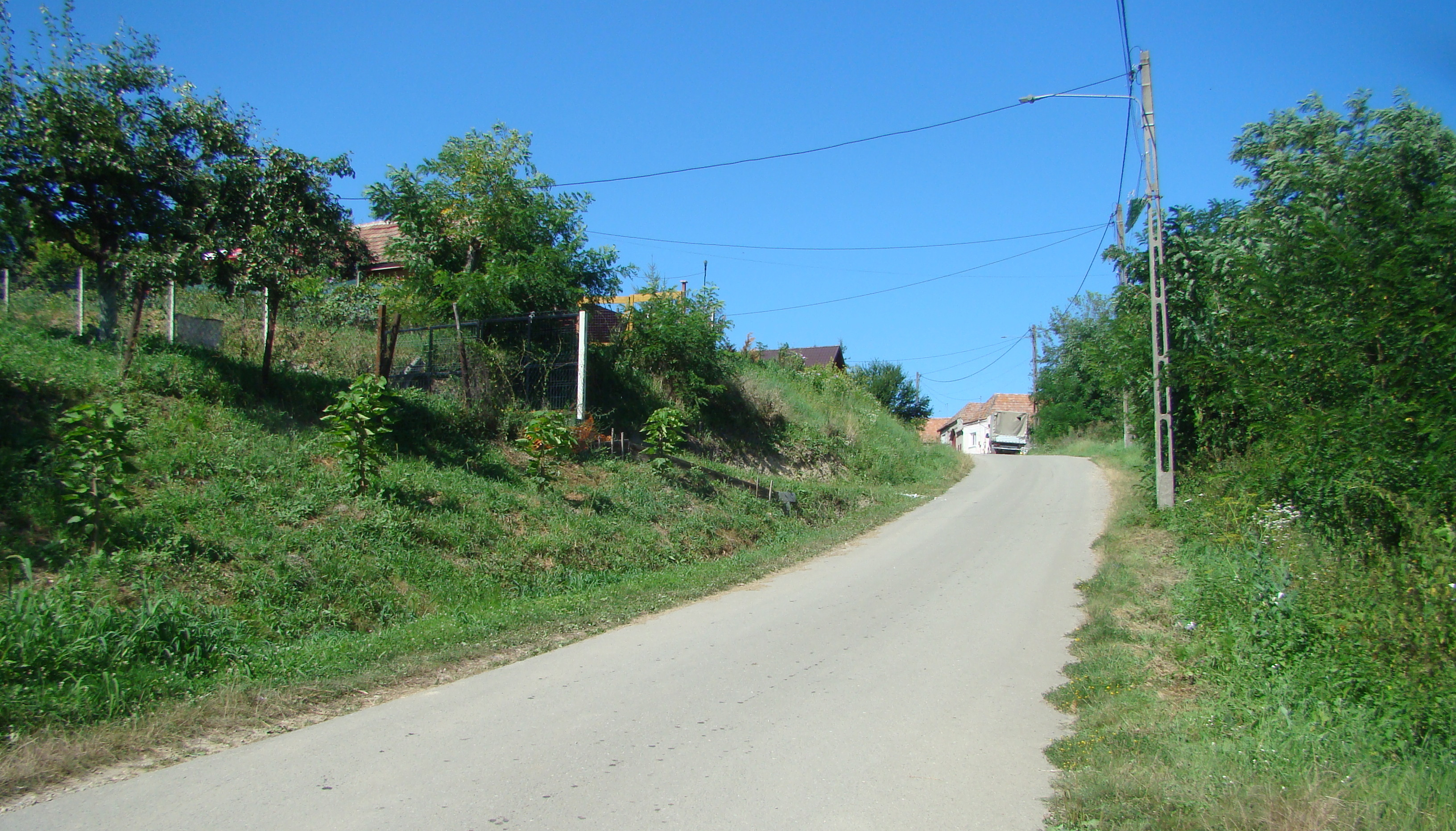
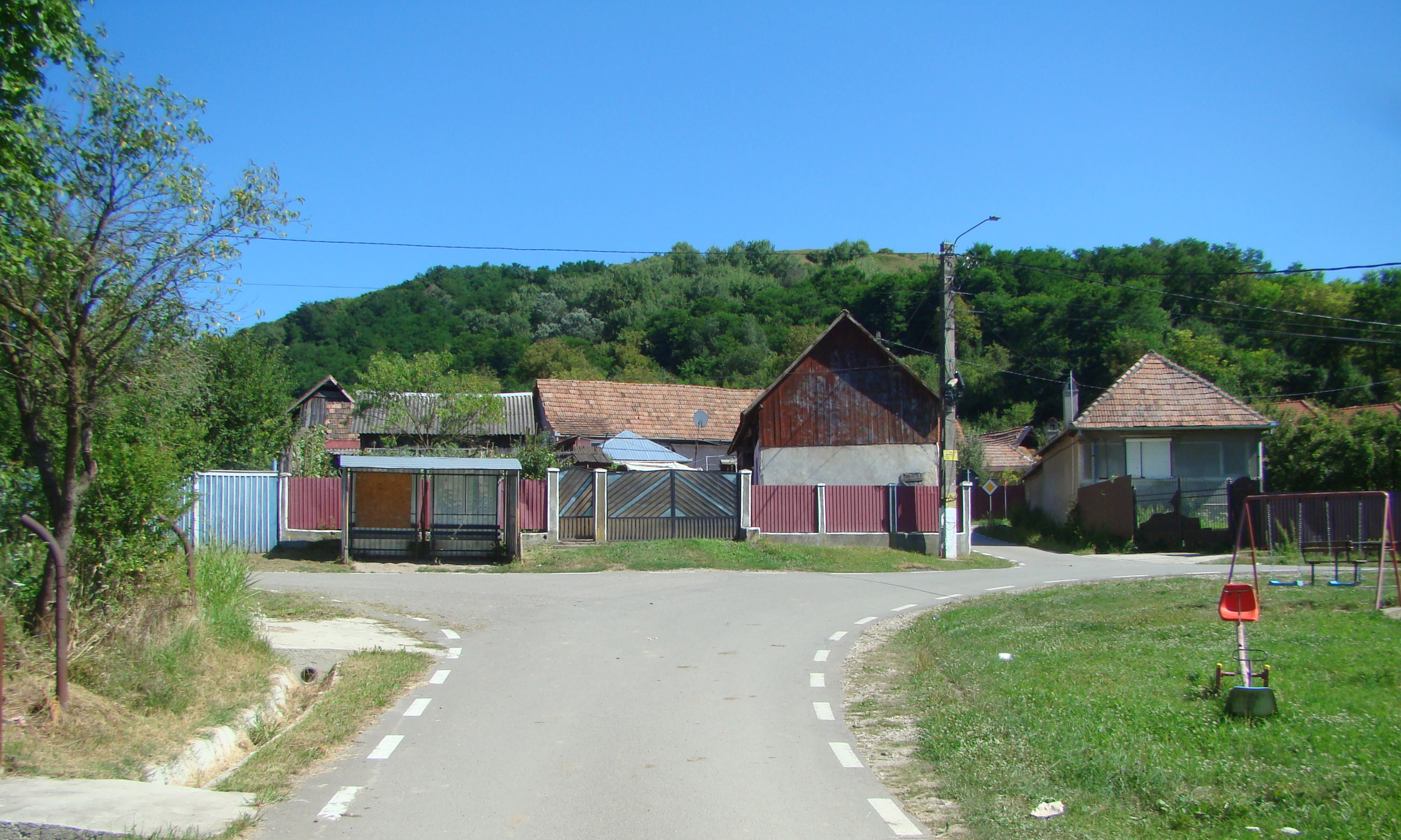
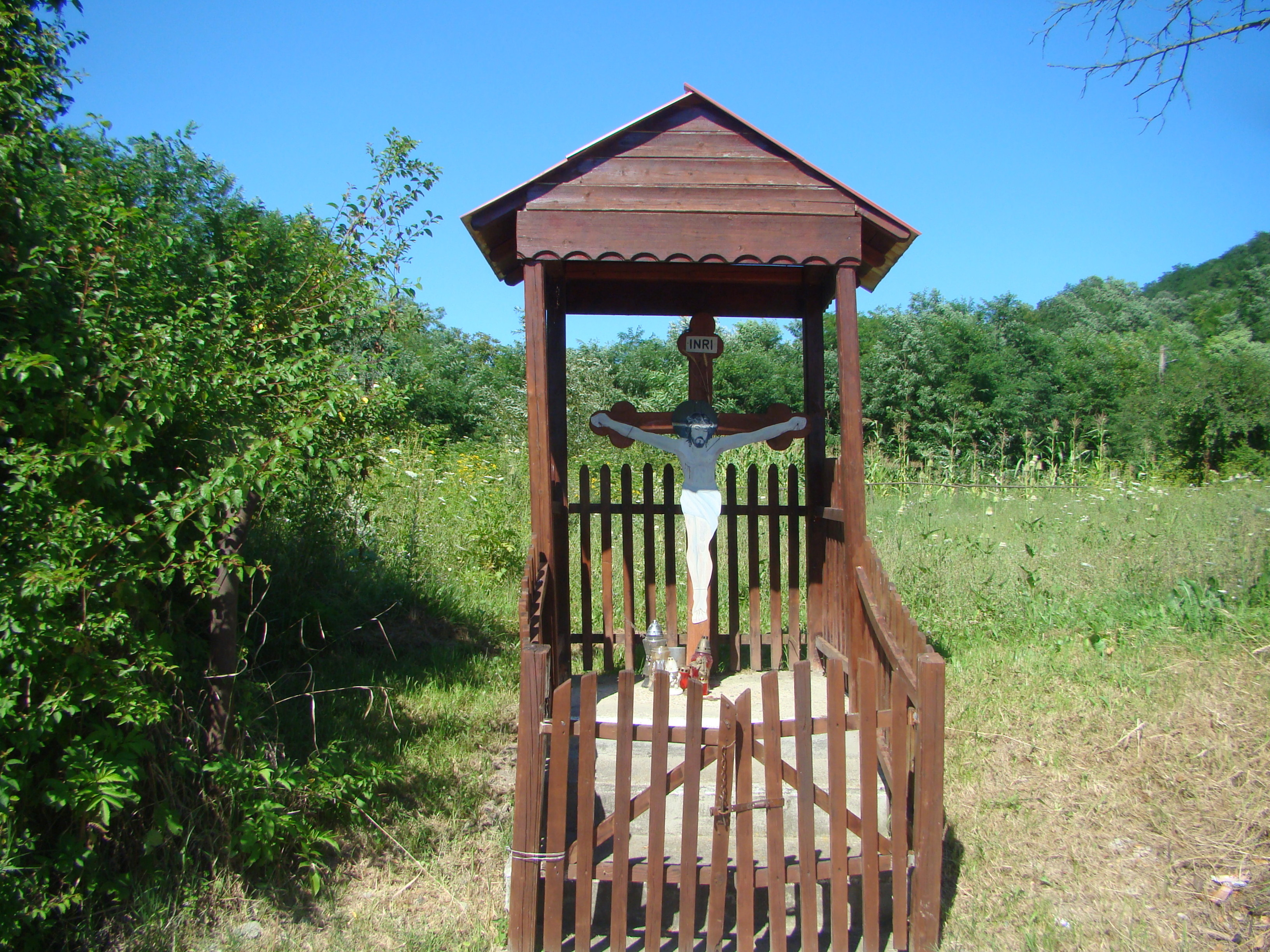
Troița
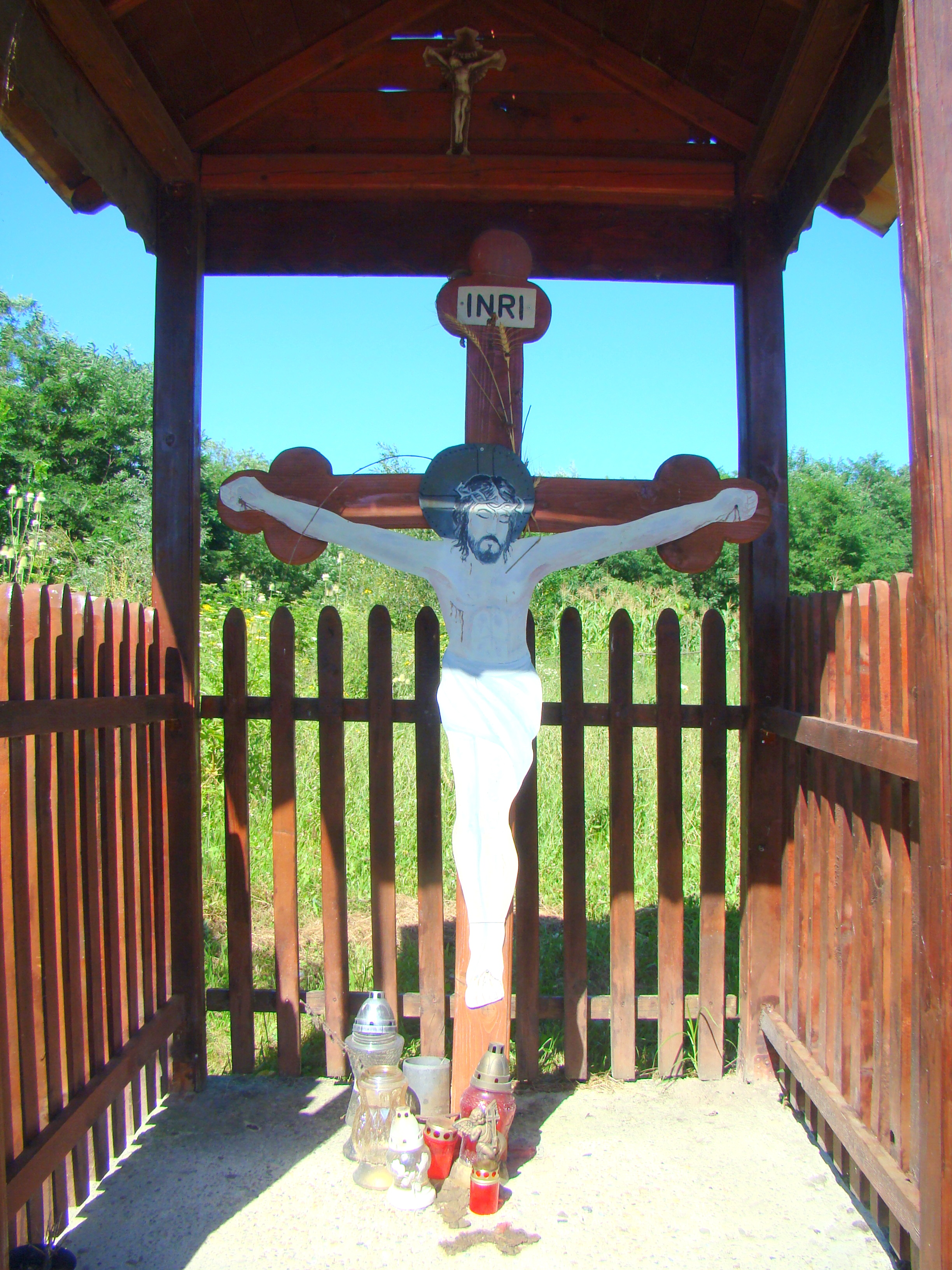